# 코카콜라 컴퍼니

코카콜라 로고

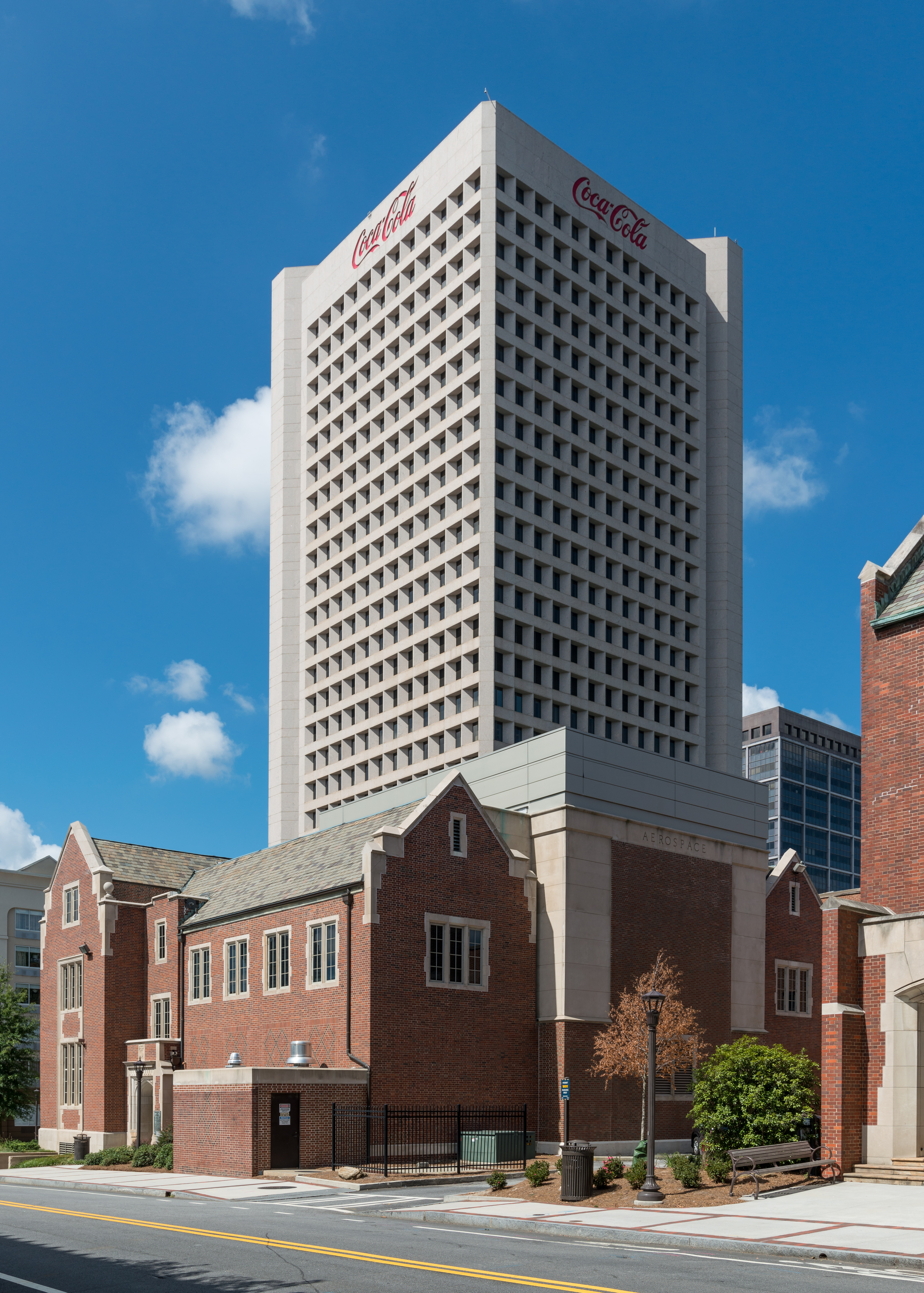
애틀랜타에 위치한 코카콜라 컴퍼니 본사

코카콜라 컴퍼니(영어: The Coca-Cola Company)는 전 세계에 무알콜성 음료 및 시럽을 제조·유통하는 미국의 식음료업 대기업으로, 본사는 조지아주 애틀랜타에 있다.

## 역사
약사 존 펨버턴이 1886년에 조지아주 애틀랜타에서 개발한 코카콜라로 잘 알려져 있다. 코카콜라 제조 방식과 상표는 1889년에 에이서 캔들러가 사들여 1892년에 세운 것으로 시작되었다. 코카콜라의 선구적 지도자인 로베르토 고이주에타가 1997년에 폐암으로 사망한 후, 회사는 분란에 휩싸여 왔다. 더글러스 아이베스터가 즉시 고이주에타의 후임으로 임명되었지만, 2년 후 물러나야만 했다. 2월에 그의 후임자인 더글러스 대프트는 2004년 말에 퇴임하겠다고 갑작스럽게 선언했다. 코카콜라는 질레트의 사장인 제임스 킬츠를 CEO로 영입하고자 했지만, 당사자의 의견은 알지 못했다.

## 대한민국 내의 사업
대한민국에서는 코카콜라 컴퍼니  소유의 "한국 코카-콜라"가 음료 원액을 생산하고, LG생활건강 소유의 "코카-콜라 음료"는 생산된 원액을 받아 완제품으로 재가공, 유통, 판매하는 업무를 맡고 있다.

## 스폰서

### 해외
- IOC
- 국제 패럴림픽 위원회
- FIFA

### 대한민국
- KFA
- 2001 코카콜라배 온게임넷 스타리그
- 슈퍼스타 K 시리즈
  - 슈퍼스타 K
  - 슈퍼스타 K2
  - 슈퍼스타 K3
- 코카콜라 제로 리그 오브 레전드 챔피언스 코리아 서머 2016

## 같이 보기
- LG생활건강
- 해태HTB
- 한국 코카콜라
- 일본 코카콜라